# زرشکوه
زرشکوه یک روستا در ایران است که در بخش مرکزی شهرستان سمنان در استان سمنان واقع شده‌است. بر پایه آمار سرشماری ۱۳۸۵، زرشکوه ۱۱ نفر (۴ خانوار) جمعیت داشته است.